# Rackheath
Rackheath is een civil parish in het bestuurlijke gebied Broadland, in het Engelse graafschap Norfolk met 1972 inwoners.